# Fritz Rudolf Wüst

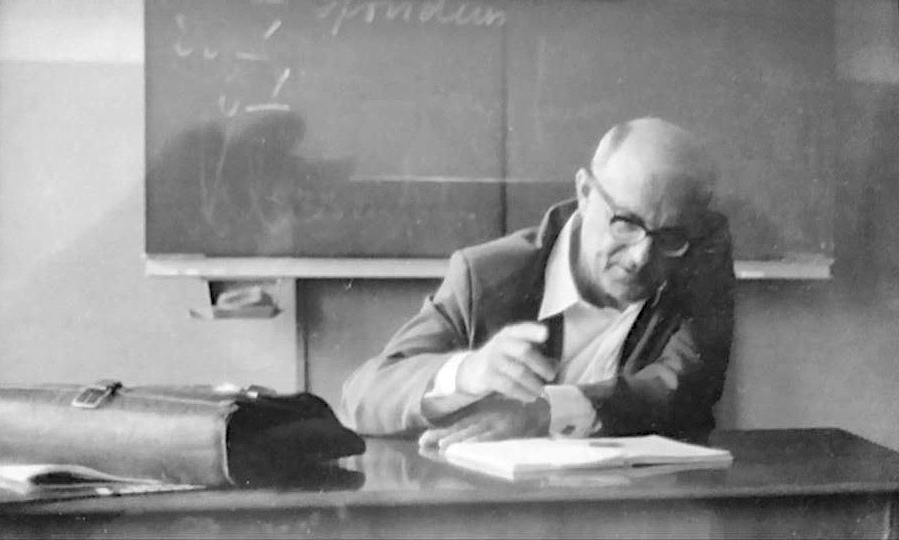
Fritz Rudolf Wüst

Fritz Rudolf Wüst (* 19. September 1912 in Glatz, Provinz Schlesien; † 5. April 1993 in Grassau) war ein deutscher Althistoriker, dessen Schwerpunkt auf der griechischen Geschichte des 4. Jahrhunderts v. Chr. lag.
Als Privatdozent und später als Außerordentlicher Professor wirkte er in den 1950er-Jahren an der Universität München (LMU), war jedoch im Hauptberuf als Gymnasiallehrer tätig. Größere Anerkennung als Forscher der Alten Geschichte blieb ihm versagt. Während der NS-Zeit verhielt sich Wüst durchaus opportunisch, blieb aber nach dem Tod seines Förderers Walter Otto ein Außenseiter, dem kein Anschluss an die dominierenden Netzwerke gelang, und erhielt sowohl seitens der Universitätsleitung als auch aus dem Kreis seiner Kollegen nur wenig Unterstützung. Diese Probleme setzten sich in der Nachkriegszeit fort. Zudem belastete Wüst nun die Mitgliedschaft in mehreren NS-Organisationen. 1962 beendete er daher seine akademische Laufbahn, verblieb jedoch im Schuldienst.

## Leben

### Herkunft und Jugend
Fritz Rudolf Wüst wurde als Sohn des Ingenieurs Fritz Wüst und dessen Frau Frieda, geborene Hörrner, im schlesischen Glatz geboren. Sein Vater fiel im Ersten Weltkrieg; das Familienvermögen ging in der Inflationszeit verloren. Volksschule und Lateinschule besuchte Wüst in Bergzabern, das Gymnasium in Landau. Schon in dieser Zeit zeigte sich seine Begabung für alte Sprachen, vor allem das Altgriechische. Die nur über sehr begrenzte Mittel verfügende Mutter konnte Wüsts Ausbildung kaum unterstützen.

### Rolle im Nationalsozialismus
Nach dem Abitur studierte Wüst ab dem Sommersemester 1932 an der Universität München Klassische Philologie, Geschichte und Deutsch. 1933 trat er in die SA und 1937 – nach Lockerung der Mitglieder-Aufnahmesperre – in die NSDAP ein. Dem NS-Studentenbund gehörte er von Juli 1933 bis März 1934 an.
Während seines Studiums war Wüst über längere Zeit auf Stipendien angewiesen. Sein Interesse galt vor allem der griechischen Geschichte. Im Frühjahr 1936 bestand er die erste, im Frühjahr 1937 die zweite Prüfung für das höhere Lehramt. Er arbeitete kurze Zeit als Lehrer am Ludwigsgymnasium, dann ließ er sich vom bayrischen Kultusministerium für wissenschaftliche Arbeiten freistellen. Bei diesem Schritt stärkte ihm sein akademischer Lehrer Walter Otto den Rücken, der Wüst schon im vierten Semester eine akademische Laufbahn, die Promotion und die Habilitation nahelegte. Otto unterstützte auch Wüsts Antrag auf Förderungsbeihilfe und bescheinigte seinem Studenten, dieser gehöre „zu den wissenschaftlich aussichtsreichsten innerhalb des augenblicklichen Nachwuchses auf dem Gebiet der Alten Geschichte“.
Bereits 1937 promovierte Wüst mit „ausgezeichnetem Erfolg“. Thema seiner Dissertation war Die makedonische und athenische Politik in der Zeit vom Frieden des Philokrates bis zur Halonnesrede. 1938 wurde die Studie unter dem Titel Philipp II. von Makedonien und Griechenland in den Jahren 346–338 im Verlag C. H. Beck veröffentlicht. Im Sommersemester 1938 erhielt der noch immer vom Schuldienst beurlaubte Wüst dank Otto erstmals einen universitären Lehrauftrag. Er leitete über mehrere Semester lateinische Elementarkurse, um sich finanzielle Rücklagen für die Arbeit an seiner Habilitation zu schaffen.
Im Sommer 1939, kurz vor Kriegsbeginn, nahm Wüst freiwillig als Offiziersanwärter an einer Wehrübung teil. Bald darauf zog ihn die Wehrmacht ein. Als einziger Sohn einer „Kriegerwitwe“ wurde er jedoch nur kurzzeitig an der Front eingesetzt. Er diente anschließend im Luftgaupostamt München 2 und in Norddeutschland, was ihn daran hinderte, an seiner Habilitation zu arbeiten. Der stellvertretende Dekan der Universität, Franz Dirlmeier, scheiterte in seinem Bemühen, Wüst für ein halbes Jahr vom Militärdienst beurlauben zu lassen.
Am 1. November 1941 starb Walter Otto. Dieser war für Wüst nicht nur akademischer Lehrer, sondern auch enger persönlicher Vertrauter, Helfer und Freund gewesen. Trotzdem entschloss sich Wüst 1942, seine Habilitationsschrift einzureichen. Diese hatte den Frieden zum Thema: Koine Eirene. Die Entwicklung der politischen Ausdrucksformen des Panhellenentums in der Zeit vom sechsten Jahrhundert bis zum Beginn des Hellenismus. Die Gutachter Hermann Bengtson und Franz Dirlmeier nahmen die Arbeit sehr positiv auf. Dann traten jedoch Probleme im Habilitationsverfahren auf, die wohl teilweise auf das Fehlen Ottos als begleitenden akademischen Lehrer zurückzuführen waren. Mehrere Professoren äußerten Zweifel an Wüsts fachlicher Qualifikation, vor allem im Bereich der römischen Geschichte. Bei der „mündlichen Aussprache“ bemängelte so etwa der Germanist Erich Gierach, dem Habilitanden fehlten Kenntnisse der Entstehung des rumänischen Volkes in der Spätantike. Der Altphilologe Rudolf Till kritisierte wiederum an der Lehrprobe Wüsts, dass er sich am eigentlichen Gegenstand Themistokles als Politikos desinteressiert gezeigt habe und in weiten Teilen abgeschweift sei und das Thema verfehlt habe. Dirlmeier berichtete später, die Lehrprobe sei schließlich nur deswegen angenommen worden, weil man Wüsts pädagogische Leistungen und vor allem seinen mehrjährigen Dienst in der Wehrmacht positiv gewertet sowie dem Mangel an wissenschaftlichem Nachwuchs Rechnung getragen habe. Auch Helmut Berve zeigte sich skeptisch bezüglich Wüsts fachlicher Qualifikation, wollte aber das Verfahren, das ansonsten positiv verlaufen war, nicht kurz vor dem Ende scheitern lassen. Karl Christ erkennt in diesem Vorgehen einen „Gnadenakt“ und eine „Habilitation zweiter Klasse“.
Wüst war tief gekränkt. Er wollte sich keine mildernden Umstände zubilligen lassen und befürchtete zugleich, den Erwartungen später nicht zu entsprechen. Schon am Tag nach der umstrittenen Lehrprobe wandte er sich daher an Dekan Dirlmeier mit der Bitte, man möge die Beantragung einer Dozentur vorerst zurückstellen. Die Ernennung zum Studienrat zum 1. Juli 1943 erfolgte ungeachtet der fortwährenden Beurlaubung Wüsts vom Schuldienst, was dessen Selbstzweifel verstärkte. Wüst erklärte hierzu: „Außerdem fehlt mir ein Lehrer, der mir wohlwollend und doch unbedingt kritisch zur Seite steht. Berves wissenschaftliche Anschauungen teile ich nicht.“ Trotz allem stellte Dirlmeier am 30. August 1943 einen Antrag auf eine Dozentur, der positiv beschieden wurde. Die Ernennungsurkunde konnte Wüst jedoch nicht mehr entgegennehmen, da sie beim Brand der Universität am 13. Juli 1944 vernichtet wurde (bei einem Angriff von 1.260 Bombern der 8. US-Luftflotte auf München).
Wüst stand der unter der Führung Berves und Wilhelm Webers (1882–1948) stehenden deutschen althistorischen Forschung dieser Zeit kritisch gegenüber. Er trug sich mit dem Gedanken, besser eine Karriere im Schuldienst einzuschlagen, und beklagte, dass es keinen Althistoriker gebe, an den er sich anlehnen könne, derweil meist Vertreter des Berve- und Weber-Netzwerks die verfügbaren Professuren besetzten.

### Nachkriegszeit

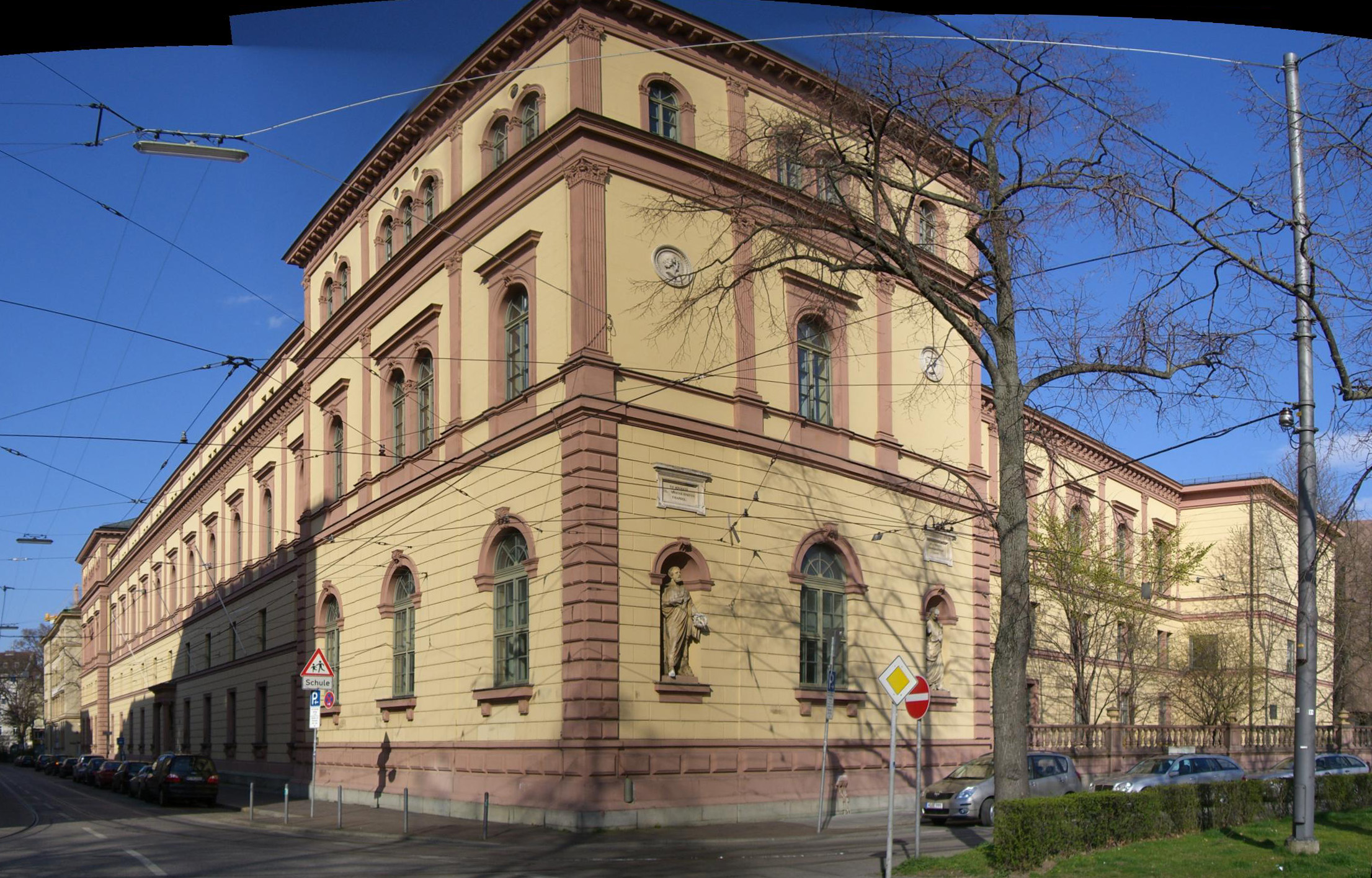
Das Wilhelmsgymnasium in München, an dem Wüst als Lehrer wirkte

Wie viele seiner Kollegen konnte Wüst nach dem Krieg zunächst nicht weiter lehren. Er war bis August 1945 in Schleswig-Holstein interniert und wurde auf Weisung der Militärregierung am 12. Dezember des Jahres aufgrund seiner Nähe zum NS-Regime seiner Pflichten als Dozent enthoben. Es war ihm untersagt, die Universitätsgebäude zu betreten. Deshalb blieb er zunächst in Holstein, wo er als Hilfskraft in der Landwirtschaft arbeitete.
Neben der Mitgliedschaft in NSDAP, SA und NS-Studentenbund belasteten Wüst vor allem diverse Empfehlungsschreiben aus der NS-Zeit. Ernst Bergdolt, der Leiter der Dozentenschaft, hatte 1936 in einem Förderantrag nicht nur Wüsts wissenschaftliche Qualifikation und charakterliche Eigenschaften gelobt, sondern vor allen dessen gute Beurteilung durch die SA hingewiesen. Ähnlich geartetes – im Rückblick zwiespältiges – Lob enthielten Schreiben, die Dirlmeier 1940 im Zusammenhang seines Einsatzes für eine Freistellung Wüsts vom Wehrdienst formuliert hatte und die seine Linientreue betonten.
Wüst selbst verschwieg in einem Fragebogen zur Entnazifizierung seine Mitgliedschaft in NS-Organisationen nicht; er entschuldigte sie mit jugendlichem Alter, einer fehlenden Führung durch den schon früh gefallenen Vater sowie seiner wirtschaftlichen Lage: „So habe ich, zur Zeit der ‚Machtübernahme‘ durch den Nationalsozialismus 20 Jahre alt, weder über eine politische Erziehung oder gar Erfahrung und Leitung verfügt noch überhaupt zur Politik eine unmittelbare Beziehung gehabt.“ Im Entnazifizierungsverfahren sagte unter anderen die Witwe Walter Ottos zu Wüsts Gunsten aus. Sie erklärte, ihr Mann hätte niemals einen überzeugten Nationalsozialisten zum Schüler genommen. Die Spruchkammer schenkte den positiven Zeugnissen offenbar Glauben und fällte ein mildes Urteil. Auch jüngere Darstellungen zu Wüsts Biographie kommen zu der Wertung, dieser habe nie nationalsozialistischen Eifer an den Tag gelegt.
Wüst erhielt am 28. Juni 1948 seine Lehrbefugnis zurück. Am folgenden 1. September trat er eine Stelle als Lehrer am Münchener Wilhelmsgymnasium an. Ab 1949 bot er wieder Veranstaltungen an der Universität München an, ohne jedoch zum Privatdozenten bestellt worden zu sein. Seine erste Lehrveranstaltung war der Oberkurs „Übungen zur griechischen Geschichte des 4. Jhs. v. Chr.“ im Sommersemester 1949.
Neuer Inhaber des althistorischen Lehrstuhles an der LMU war Alexander Schenk Graf von Stauffenberg. Dieser stellte 1953 den Antrag, Wüst den Titel eines Außerordentlichen Professors zu verleihen. Dies wurde als verfrüht abgelehnt, ebenso wie ein zweiter Antrag im folgenden Jahr. Als Begründung gab die Universität jeweils an, Wüst habe noch nicht genügend Semester im regulären Lehrbetrieb abgeleistet. Auch ein erneuter Vorstoß Stauffenbergs im Jahr 1956, nun flankiert von Friedrich Klingner, stieß auf Widerstand. Nun wurde beanstandet, er habe nach der Wiedererteilung der Lehrbefugnis zunächst nicht wieder Privatdozent werden wollen. Doch Stauffenberg setzte sich weiter für Wüst ein und konnte mit dem Hinweis, es habe sich bei dem strittigen Vorgang um ein Versehen der Fakultät gehandelt, das Ergebnis zu seinen Gunsten beeinflussen.
Am 10. April 1957 erfolgte eine formal gültige Ernennung zum Privatdozenten, am 15. Oktober 1958 stellte das Dekanat den Antrag, Wüst zum Außerordentlichen Professor zu ernennen. Dies geschah am 12. Dezember 1958. Bezüge erhielt Wüst für diese akademische Lehrtätigkeit jedoch nicht, die Einkünfte für seine Familie bestritt er allein aus der Arbeit als Gymnasiallehrer.
Wüst trug dreieinhalb Jahre schwer an der Doppelbelastung von universitärer Arbeit und Schuldienst. Nachdem sich weiterhin keine Berufung auf eine planmäßige Professur abzeichnete, gab er zum 31. Juli 1962 seine Lehrberechtigung (Venia legendi) zurück. Zum 1. September des Jahres ließ er sich an das Chiemgau-Gymnasium in Traunstein versetzen und war in der Folge nur noch als Lehrer tätig. Am 1. Februar 1972 wurde Wüst als Studiendirektor pensioniert.
Fritz Rudolf Wüst starb am 5. April 1993 80-jährig in Grassau. Dem weithin vergessenen Wissenschaftler wurde in keiner historischen oder altertumswissenschaftlichen Publikation ein Nachruf gewidmet.

## Forschung und Lehre
In Forschung und Lehre Wüsts stand die griechische Geschichte im Mittelpunkt. Seine Lehrveranstaltungen thematisierten vor allem das 4. vorchristliche Jahrhundert, Alexander den Großen und den Hellenismus, aber auch die Perserkriege und die attische wie auch spartanische Geschichte. Gemeinsam mit Stauffenberg leitete er eine Veranstaltung mit dem Titel Politische Publizistik der Griechen von 348–338 v. Chr. Zur römischen Antike lehrte Wüst nur wenig. Zwei Seminare widmete er den Briefen von Plinius Minor und eine Vorlesung der römischen Geschichte seit den Gracchen. Wüsts bedeutendste Studie blieb seine Dissertation zu Philipp II. Ferner beeinflusste er mit einigen Aufsätzen vor allem zum 4. Jahrhundert v. Chr. die Forschung. Seine Habilitation blieb ungedruckt.
Wüsts Lehrveranstaltungen waren vor allem darauf ausgerichtet, spätere Gymnasiallehrer auszubilden. Eines seiner wichtigsten Anliegen war es, den Studierenden die Erfordernisse ihres späteren Berufes vor Augen zu führen. Zu einer Zeit, da sich diese Funktion erst herauszubilden begann, erlangte Wüst als Studienberater eine erhebliche Bedeutung für den akademischen Nachwuchs an der LMU. Karl Christ resümiert, Wüsts Beitrag zum althistorischen Seminar der LMU als Institution sei nach dem Krieg von unschätzbarer Bedeutung gewesen.
Die Schuld am schmalen wissenschaftlichen Œuvre des Forschers Wüst ist laut Tanja Scheer nicht allein bei ihm zu suchen. Eine Reihe von ungünstigen Umständen hemmte Wüsts akademische Karriere nicht erst in der Nachkriegszeit, als die negativen Folgen seiner frühen Anpassung an den Nationalsozialismus zum Tragen kamen. Die Notwendigkeit, für den eigenen Unterhalt zu sorgen, zog bereits in den 1930er-Jahren wiederholt Kompromisse zulasten seiner Ambitionen als Forscher nach sich. Am gravierendsten aber war ein Mangel an Unterstützung: Durch den frühen Verlust seines Doktorvaters Otto fehlte Wüst nicht nur eine wissenschaftliche Leitfigur, sondern auch ein Mentor und Patron. In der damals stark auf persönliche Bindungen ausgerichteten deutschen Universitätslandschaft, in der Stellen häufig an die Protegés von Professoren gingen, erwies sich dies als besonderer Nachteil. Der Zweite Weltkrieg bewirkte zudem, dass Wüst zunächst nur einige lateinische Grundkurse und Stilübungen abhalten konnte. Bis Kriegsende hatte er nicht die Gelegenheit, seine Venia legendi umzusetzen. Außerdem wurde Wüst mehrfach, etwa im Zuge seiner Habilitation oder bei den Versuchen zu seiner Berufung als Außerordentlicher Professor, von inneruniversitären Querelen in Mitleidenschaft gezogen. Die wohl aus Resignation erfolgende Rückgabe der Lehrberechtigung markierte im Jahr 1962 das vorzeitige Ende einer Karriere als Forscher, die einst vielversprechend begonnen hatte.
Nachdem er lange Zeit wenig Anerkennung gefunden hatte, wurde Wüst zu Beginn des dritten Jahrtausends wieder Aufmerksamkeit zuteil: Für einen Sammelband zum hundertjährigen Jubiläum der Alten Geschichte an der LMU im Jahr 2001 verfasste die Althistorikerin Tanja Scheer einen Artikel, in dem Wüsts Biografie erstmals ausführlicher aufbereitet wurde. Dafür wertete Scheer die wissenschaftliche Hinterlassenschaft des Historikers aus, nahm Einsicht in dessen Personalakte und sah Vorlesungsverzeichnisse der Universität München aus den Jahren 1938 bis 1962 ein. Darüber hinaus widmete Karl Christ Wüst im Jahr 2008 mehrere Seiten seiner Biografie Alexander von Stauffenbergs.

## Schriften
Hochschulschriften
- Philipp II. von Makedonien und Griechenland in den Jahren vom 346 bis 338 (= Münchener historische Abhandlungen. Heft 14). C. H. Beck, München 1938 (erweiterte Fassung von Wüsts Dissertation).
- Koine Eirene. Die Entwicklung der politischen Ausdrucksformen des Panhellenentums in der Zeit vom sechsten Jahrhundert bis zum Beginn des Hellenismus. LMU, München 1942 (ungedruckte Habilitationsschrift).

Aufsätze
- Zum Problem „Imperialismus“ und „machtpolitisches Denken“ im Zeitalter der Polis. In: Klio. Band 32, 1939, ISSN 0075-6334, S. 67–88.
- Der Zug des Leotychidas gegen Thessalien 477 v. Chr. In: Symbolae Osloenses. Band 30, 1953, ISSN 0039-7679, S. 61–67.
- Die Rede Alexanders des Großen in Opis. Arrian VII 9–10. In: Historia. Band 2, 1953/1954, ISSN 0018-2311, S. 177–188.
- Die Meuterei von Opis. In: Historia. Band 2, 1953/1954, ISSN 0018-2311, S. 418–431.
- Amphiktyonie, Eidgenossenschaft, Symmachie. In: Historia. Band 3, 1954/1955, ISSN 0018-2311, S. 129–153.
- Zu den prytánies ton naukráron und zu den alten attischen Trittyen. In: Historia. Band 6, 1957, ISSN 0018-2311, S. 176–191.
- Gedanken über die attischen Stände. Ein Versuch. In: Historia. Band 8, 1959, ISSN 0018-2311, S. 1–11.
- Zu den Hypomnemata Alexanders des Großen. Das Grabmal des Hephaistion. In: Jahreshefte des Österreichischen Archäologischen Instituts in Wien. Band 44, 1959, ISSN 0078-3579, S. 147–157.